# Mattiastrum aucheri
Mattiastrum aucheri är en strävbladig växtart som först beskrevs av A. Dc., och fick sitt nu gällande namn av August Brand. Mattiastrum aucheri ingår i släktet Mattiastrum och familjen strävbladiga växter. Inga underarter finns listade i Catalogue of Life.